# Charles-Auguste de La Fare
Pour les autres membres de la famille, voir Famille de La Fare.
Charles-Auguste, marquis de La Fare, comte de Laugères, baron de Balazuc, né à Valgorge dans le Vivarais en 1644 et mort à Paris en 1712, est un poète et mémorialiste français. 

## Biographie
Charles-Auguste est le fils de Charles de La Fare et de Jacqueline de Borne.
Capitaine des gardes du corps de Philippe d'Orléans, il entra d'abord dans la carrière militaire et servit avec distinction sous le maréchal de Turenne, dont il devint l'ami, durant les campagnes de 1667 et 1674. Une rivalité amoureuse avec Louvois, secrétaire d'État à la Guerre, à propos de Madame de Rochefort, l'amena à quitter le service.
Il s'éprit de Marguerite de La Sablière, puis rompit avec elle en 1679. Après une brève passion pour la célèbre actrice, la Champmeslé, il vécut alors en épicurien, paresseux et amateur de bonne chère : Chaulieu dit de lui qu'il était « formé de sentiments et de volupté, rempli d'une aimable mollesse ».

Ses vers, gracieux et faciles, sont à son image. Ils chantent les charmes du repos et le plaisir de l'instinct satisfait et furent, selon leur auteur, composés par amusement et sans les chercher :
Présents de la seule nature,

Amusements de mon loisir,

Vers aisés par qui je m'assure

Vers aisés par qui je m'assure

Moins de gloire que de plaisir,

Coulez, enfants de ma paresse.

Mais si d'abord on vous caresse,

Refusez-vous à ce bonheur 

Dites qu'échappés de ma veine,

Par hasard, sans force et sans peine,

Vous méritez peu cet honneur.
Il a composé le livret d'un opéra, Panthée, dont le duc d'Orléans fit la musique. Ses Poésies ont été réunies en volume en 1755. Ses Mémoires sur les principaux événements du règne de Louis XIV (1715), sont précis et pleins de finesse.
Il épousa, le 3 novembre 1684, Jeanne de Lux dont il eut quatre enfants :
- Philippe-Charles de La Fare (1687-1752), maréchal de France ;
- Étienne-Joseph de La Fare, évêque-duc de Laon ;
- Jacqueline-Thérèse de La Fare (1686-1688) ;
- Marie de La Fare, qui épousa en 1706 Jean-François de La Fare-Montclar, cousin germain de son père; elle est la marraine de Louis-Marie de Nicolaÿ, évêque de Cahors

Il fréquenta les salons littéraires et les fêtes des Grandes Nuits de Sceaux de la duchesse du Maine, membre des chevaliers de l'Ordre de la Mouche à Miel, au Château de Sceaux.